# 단국대학교병원
단국대학교병원은 의료원 체제를 확보하여 충청남도에 인가된 단국대학교 천안캠퍼스 의과대학 부속병원이다.

## 단국대병원
1947년 11월 1일 재단법인 단국대학 설립인가
1978년 1월 단국대학교 천안캠퍼스 설립인가
1987년 10월 23일 충청남도 의예과(정원 30명)가 신설되었고 1989년 건물을 착공하며 10월 28일 천안캠퍼스 의과대학 의학과가 신설되었으며 1990년 3월 8일 24개 진료과, 600병상으로 개설 승인을 받아 출발하였다.
1989년 10월 28일 의과대학 의학과 신설하였다.
1990년 3월 8일 의료기관 개설승인(진료과 24개, 허가병상 600병상)
1991년 7월 22일 미국 오리건주 성빈센트병원 협력병원 체결하였다.
1991년 10월 22일 의과대학 간호학과 신설 (정원 40명)
1993년 12월 11일에는 인턴, 레지던트 수련병원으로 지정받았으며 1994년 4월 29일 충남 의과대학 부속병원으로 준공식 및 개원식을 하고 5월 27일부터 환자 진료를 개시했다.
1994년 4월 29일 단국대학교 의과대학 부속병원 준공식 및 개원식을 하였다
1994년 5월 27일 환자 진료개시
1995년 3월 18일 종합건강진단센터 개관을 하였다.
1994년 4월 13일 응급의료센터 지정이 되었다.
1994년 5월 8일 심장혈관센터 개설
1996년 7월 1일 보건복지부로부터 3차 진료기관으로 지정받고 1997년 6월 5일 의료원 체제로 전환했다.
1997년 6월 5일 의료원 체제로 전환하였다.
1999년 미 육군18의무사령부와 의무협정을 체결하였다. 2002년 10월에는 제주대학교 병원과 협력병원 협약을 체결하였다.
2001년 1월 8일 중국 길림성용정시 위생국 협력병원 체결하였다.
2001년 6월 21일 의학레이저연구센터 개소하였다.
2001년 7월 1일 김명호 교수 제7대 병원장 취임
2001년 10월 22일 생명과학연구소 개소하였다.
2002년 10월 12일 제주대학교병원 협력병원 체결하였다.
2003년 4월 28일 충남 청양군보건의료원 협력병원 체결하였다.
2003년 7월 1일 이영석 교수 제8대 병원장 취임
2004년 8월 18일 의학레이저연구센터 개소
2004년 9월 8일 충남 공주의료원 모자병원 체결하였다
2004년 11월 30일 중부재단과 의료지원협약 체결하였다.
2005년 4월 27일 천안시교원총연합회와 진료협약 체결하였디.
2005년 7월 22일 안성성요셉병원과 의료협약 체결하였다.
2005년 10월 20일 특수의료장비 품질관리 모범병원으로 선정되었다.
2005년 12월 9일 충청권역 첫 PET-CT 도입
2006년 3월 3일 장무환 교수 제9대 병원장 취임
2006년 3월 29일 중부권 최초 콜센터 개설
2006년 4월 26일 병원학교 개교
2006년 11월 7일 건강증진센터 리모델링, 혈관조영실 확장 이전
2006년 11월 30일 조선대학교병원 의료협약 체결하였다.
2007년 2월 17일 흉부외과 개심술 충청권 첫 1,000례 달성
2007년 5월 23일 2007 FIFA 세계청소년월드컵 공식지정병원 선정
2007년 6월 12일 소화기센터(내시경검사실), 병리과 확장 이전
단광자단층촬영 CT(SPECT-CT) 도입 충남 천안의료원 모자병원 체결
2007년 7월 1일 박우성 교수 제10대 병원장 취임
2007년 7월 5일 보호자 없는 병원’시범기관 지정
2007년 10월 25일 신생아중환자실 증축
2007년 11월 17일 제6회 대한민국 안전대상’우수기관 선정
2007년 12월 12일 단국대학교 의료원, 환경성질환 연구센터 개소
2008년 5월 15일 중부권 첫 수면다원검사실 개소
2008년 5월 23일 2주기 의료기관평가 전부문 A등급 인정
2008년 6월 19일 한국전기안전공사와 EVER 파트너십 구축
2008년 6월 23일 세계한인회 공동의장 및 미주한인회 사무총장 홍보대사 위촉
2008년 8월 28일 단국대학교병원 자원봉사단 출범
2008년 10월 16일 환경성질환연구센터-美 예일대와 협력관계 구축
2008년 11월 27일 보건복지가족부 주관, 향후 3년간 "종합전문요양기관" 보건복지가족부 중증응급질환(응급뇌질환, 응급심장질환) 특성화센터 지정
2009년 1월 12일 미주한인회 총연합회와 의료협정(MOU) 체결
2009년 3월 10일 해외한인회 총연합회 임원단(재중국한국인회장 ․ 캐나다한인회장) 홍보대사 위촉
2009년 6월 18일 천안시소방서와 원격화상응급처치시스템 운영을 위한 MOU 체결
2009년 7월 16일 미 공군 제51 의무전대와 의료협약 체결
2009년 8월 25일 천안소년교도소와 원격진료 체결
2009년 9월 11~20일 2009천안웰빙식품엑스포 내 웰빙건강관 부스 참여
2009년 10월 6일 75세 이상 어르신 우선진료 개시
2010년 1월 13일 여성-학교폭력 피해자 충남ONE-STOP지원센터 개소
2010년 4월 26일 대전보훈병원 협진협약 체결
2010년 5월 12일 응급의료센터 신축 이전 개소식 및 심포지움 개최
2010년 7월 15일 지역응급의료센터 ‘최우수’ 의료기관 선정
2010년 8월 5일 평택국제병원과 진료협약 및 중증외상환자 이송 진료협력체계 구축을 위한 MOU 체결
2010년 9월 9일 태안해양경찰서, 서산의료원, 홍성의료원과 중증응급질환 및 중증외상환자 이송 진료협약식 체결
2010년 10월 20일 천안의료원, 공주의료원과 중증응급질환 및 중증외상환자 이송체계 구축 업무협약 체결
2010년 11월 2일 단국대학교병원 ‘Challenge 2014' 비전선포식
2010년 12월 9일 KT충남법인사업본부와 모바일 오피스 구축 협약
2011년 1월 5일 2010년도 세계알레르기학회(WAO) 학술대회우수 포스터상' 수상
2011년 3월 7일 보건복지부 인증의료기관 획득
2011년 4월 13일 백성의료재단 안중백병원과협력병원 협약식 체결
2011년 5월 4일 예산군과공공보건의료서비스 업무협약 체결
2011년 7월 1일 이영석 교수, 제6대 단국대학교 의무부총장 겸 의료원장 취임
2011년 7월 5일 충남권역응급의료센터로 지정
2011년 7월 12일 러시아 레닌그라드지방병원과 의료서비스 및 의학연구에 관한 MOU 체결
2011년 7월 20일 아산시와 공공보건의료서비스 업무협약 체결
2011년 8월 17일 단국대학교병원 아이폰용 앱 개발
2011년 9월 21일 태안군-건양대병원과『유류사고 피해주민 건강 정밀검진』협약 체결
2011년 9월 30일 중국 석가장시 제3병원과 MOU 체결
2011년 10월 19일 환자 전용 주차장 증축공사 완공
2011년 12월 16일 충남외국인투자기업협의회와 의료협약 체결
2012년 1월 17일 사회사업팀, 충남지역 사회복지 자원봉사 우수관리센터 선정
2012년 1월 18일 제13회 의료의 질 향상 경진대회 개최
2012년 1월 25일 교직원 대상 건강강좌 개최 성료
2012년 1월 31일 이주여성(다문화가족), 단국대병원 명예홍보대사 위촉
2012년 2월 29일 이동응급의료체험관 발대식 개최, 2012년 충남지역 구조 및 응급처치교육 위탁기관 선정
2012년 3월 12일 이비인후과 이정구 교수팀 논문, 세계적 의학저널 IAO 표지 게재
2012년 3월 22일 포이츠-예거 증후군에 따른 다발성 소장 용종치료 성공적 결과 보여
2012년 4월 16일 신경과 수면클리닉, 충청권역 최초 수면다원검사 1,000례 돌파
2012년 4월 18일 중국 청도시립의원, 의료서비스 및 의학연구에 관한 양해각서 연장 체결
2012년 4월 19일 전남 강진군 지역주민을 위한 의료봉사 개최
2012년 4월 25일 재활의학 주간에 따른 장애인을 위한 의료봉사 시행
2012년 4월 30일 유방암, 수술비용은 낮추고 치료효과는 높이고
2012년 5월 11일 단국대의료원 환경보건센터, ADHD 어린이를 위한 만화책 만들어
2012년 5월 22일 충청지역 유일, 3대 암 수술 1등급 병원 선정
2012년 6월 15일 단아회(단국대학교병원 유방암 환우회) 환자 쾌유 기원 등반대회 개최
2012년 7월 1일 중부권 최초 JCI(국제의료기관평가위원회) 인증 획득
2012년 7월 16일 아마레 앙상블 단국대병원서 찾아가는 음악회 600회 공연 달성
2012년 7월 18일 단국대병원-충남여성단체협의회 업무협약 체결
2012년 8월 17일 전남 신안군 하의도 의료봉사
2012년 8월 22일 단국대학교병원 노인성질환센터(가칭) 심포지움 개최
2012년 9월 11일 단국대학교병원 최신형 MRI 3.0T 도입
2012년 10월 5 ~ 7일 생거진천 건강체험터에서 지역주민에게 무료 진료 시행
2012년 10월 10일 세종특별자치시와 공공보건의료서비스에 관한 업무협약(MOU) 체결
2012년 5 ~ 6일 산부인과 강윤단 교수팀, 2012년 대한산부인과학회 추계학술대회 '최우수 포스터상' 수상
2012년 10월 25일 단국대병원 유방암 환우 위한 ‘핑크 시네마 데이트
2012년 11월 1일 단국대병원, 중부권 첫 권역외상센터 지원 대상기관 선정
2013년 1월 24일 제14회 QI(의료의 질향상) 경진대회 개최
2013년 2월 13일 전국 환경보건센터연합회 개소식
2013년 2월 20일 단국대병원 외국인환자 위한 서양환자식 품평회 열어
2013년 3월 14일 세계 수면의 날 기념 '수면장애의 원인과 진단' 건강강좌 시행
2013년 3월 19일 충남경찰청-충남원스톱지원센터 ‘성폭력 전담조사관 워크숍’개최
2013년 3월 22일 단국대병원 외과 대장암 클리닉, 복막전이암 수술 심포지움 시행
2013년 3월 23일 단국대의료원 환경보건센터, ‘봄맞이 환경캠프 개최’
2013년 4월 2일 단국대의료원 환경보건센터 - 천안시 정신건강증진센터 협약
2013년 4월 12일 단국대병원, 자매결연지역인 청양군 찾아 의료봉사
2013년 4월 18일 피부과 박병철 교수팀, 제65차 대한피부과학회 춘계학술대회영어포스터 구연부문 최우수상 수상
2013년 4월 27일 핵의학과 김영선 방사선사, 춘계학술대회 학술상 수상
2013년 4월 30일 일본 시즈오카현 의료교류단, 단국대병원 방문
2013년 4월 30일 한국베크만광의료기기연구센터 개소식 열어
2013년 5월 21일 신생아 집중치료 지역센터 개소
2013년 6월 20일 간호부 외과간호팀, '도전! 투약 골든벨' 행사 개최
2013년 6월 26일 한국백혈병소아암협회 충청지부, 백혈병 소아암 돕기 '세시봉 콘서트' 개최
2013년 7월 1일 신경과 김재일 교수, 부원장 취임
2013년 7월 3일 당진시보건소 방문보건사업 직무교육 시행
2013년 7월 4일 2012년 요양급여 적정성 평가결과 단국대병원 8개 항목 1등급 받아
2013년 7월 5 ~ 6일 2013년도 단국대학교의료원 교수 세미나 개최
2013년 7월 15일 단국대병원, 보건복지부 지정 광역치매센터 선정
2013년 7월 26일 단국대병원 사랑의 헌혈 운동 시행
2013년 8월 20일 이성재 제19대 국립재활원 원장 취임
2013년 8월 30일 단국대병원-아름다운 가게와 사랑나눔장터 열어
2013년 9월 26일 고교생 심폐소생팀 경연대회 충남세종예선전 개최
2013년 10월 2일 제6회 대장암의 날 기념 건강강좌 시행
2013년 10월 4일 천사데이(1004 Day) 맞아 간호봉사활동 펼쳐
2013년 10월 12일 가정의학과 최은영 교수, 2013년 대한가정의학회 추계 학술대회 “학술상” 수상 외과 장명철 교수, 2013년도 세계유방암학회 우수 포스터상 수상
2013년 10월 18일 응급의학회 김갑득 교수, 대한응급의학회 회장 선임
2013년 10월 28일 단국대학교병원, 천안시-천안돌봄사회서비스센터와 1사-1사회적기업결연사회협약실 체결
2013년 11월 6일 단국대병원, 재생의학의 임상적용 위한 세미나 개최
2013년 11월 15일 응급의학과 최한주 과장, 제9회 전국응급의료전진대회 소방방재청장 표창장 수상
2013년 11월 22일 소화기내과 의료진, 2013년 추계 소화기연관학회 학술상 수상 정형외과 민상혁 교수, 대한척추외과학회 '젊은 연구자상' 수상
2013년 11월 26일 단국대병원 권역외상센터, 충남 소방본부와 ATLS 교육
2013년 12월 4일 단국대병원에서 충남광역치매센터 개소
2013년 12월 12일 단국대학교병원, 천안시로부터 엑스포 성공 개최에 대한 감사패 받아
2013년 12월 16일 단국대학교병원 모바일 홈페이지 개설 안내 충남 여성·학교폭력 피해자 원스톱지원센터 증축 개관
2013년 12월 18일 단국대병원, 건강보험심사평가원 시행 유방암-대장암 적정성 평가결과 ‘1등급’ 획득
2013년 12월 20일 지역의약품안전센터, 한국의약품안전관리원장 표창
2013년 12월 31일 응급의학과 오성범 교수, 최일국 임상교수 세종특별자치시장 및 충남도지사 표창 수상
2014년 1월 2일 새해 새모습 - 단국대병원 시무식 및 첫아기 탄생
2014년 1월 20일 단국대병원, 생명나눔을 위한 '사랑의 헌혈운동' 전개
2014년 1월 22일 의료의 질향상과 서비스 및 업무개선을 위한 '제15회 QI 경진대회' 성료
2014년 2월 12일 단국대병원 ECMO 전담팀, 중부권 최초 200례 달성
2014년 3월 13일 세계수면의 날 기념 건강강좌 열려
2014년 3월 20일 CASMI 줄기세포 컨소시움(CTSCC) 방문단, 우리병원 방문
2014년 3월 25일 단국대의료원 환경보건센터, ‘찾아가는 환경보건교실’ 운영
2014년 3월 26일 단국대학교병원 - 충남도와 '사랑의 인술사업' 후원 협약 체결
2014년 3월 28일 단국대병원 권역외상센터 개소 기념 국제 심포지움 개최
2014년 4월 7일 충청남도 - 단국대학교병원, 제42회 보건의 날 및 응급의료 심포지움 행사 개최
2014년 4월 24일 단국대의료원 환경보건센터, 학교 실내환경 및 공기 질 측정사업 추진
2014년 4월 29일 단국대병원 개원 20주년 기념 행사 가져
2014년 5월 8일 카네이션 사랑나눔 행사’로 어버이날 의미 되새겨
2014년 7월 1일 신삼철 행정부원장 취임
2014년 10월 3일 단국대병원 ‘천사데이’ 봉사활동
2014년 10월 23일‘산후출혈’ 자궁적출술 않고 영상장비 이용해 치료
2014년 10월 24일 단국대병원, 핑크리본 유방암 건강강좌 개최
2014년 11월 9일 단국대병원, 사랑의 연탄나누기.... 연탄으로 사랑의 온기를
2014년 11월 13일 단국대병원, 전국 세 번째 국가지정 권역외상센터 개소
2014년 11월 17일 최상 외상치료 설비.... ‘골든타임’ 365일 사수
2014년 11월 27일 위와 장 출혈... 신속한 검사와 치료 중요. 요통 통증 ‘강직성 척추염’ 의심
2014년 12월 3일 변비 해결 건강강좌 진행
2014년 12월 5일 제10회 전국 응급의료 전진대회에서 보건복지부장관상 수상
2014년 12월 9일 이른둥이 가족초청 간담회 개최
2014년 12월 10일 단국대병원, 유방암 적정성 평가 2년 연속 1등급 획득
2014년 12월 11일 단국대병원-세종시 간 응급 의료네트워크 업무협약
2014년 12월 14일 단국대 김형지 교수, 노인비뇨기요양연구회장 선임
2014년 12월 17일 구급차 이송환자 영상으로 진료하는 유비쿼터스 병원
2014년 12월 18일 날아다니는 응급실 ‘닥터헬기’ 충남에도 뜬다 - 다섯번째 배치 단국대병원 선정
2014년 12월 18일 단국대병원, 심평원 적정성 평가결과 암치료 잘하는 환자안전병원 인증
2015년 1월 5일 단국대병원 재활의학과, 최첨단 재활훈련 로봇 도입
2015년 1월 19일 당뇨병 청소년을 위한 초록산타 상상학교 개최
2015년 2월 1일 중부지역 첫 ‘2주기 의료기관 재인증’ 획득
2015년 2월 16일 정형외과 박현우 교수, ‘마르퀴즈 후즈 후’ 2015년 판 등재
2015년 2월 26일 국제로타리 3620지구 천안3지역 협의회.... 희귀난치병 환우 돕기 위한 사랑의 의료성금 전달
2015년 2월 27일 단국대병원-천안교도소와 수용자 정신건강 증진 협력체계 구축
2015년 2월 27일 단국대 - 제일병원 교육병원 협약 체결
2015년 3월 11일 단국대병원-천안시 서북구보건소 주관, 보건소 건강대학 개강
2015년 3월 28일 단비봉사단 ‘천호지 생활체육공원’ 환경정화 자원봉사활동 시행
2015년 3월 30일 제22회 전정기능검사연수회(Vestibular Function Test Workshop) 시행
2015년 4월 8일 혈액투석 적정성 1등급 획득(심평원 발표 결과)
2015년 4월 15일 흉부외과 류재욱 교수, 충남도의사회 중앙대의원 당선
2015년 4월 20일 재활의학과, 장애인의 날 맞아 한국지체장애인협회 회원 대상 무료 재활치료 봉사활동 시행
2015년 4월 21일 단국대병원, 충남 최초 암센터 건립(MBC 뉴스데스크)
2015년 4월 29일 천안교도소 내 정신질환 수용자 집중치료를 위한 정신보건센터 개원
2015년 5월 1일 급성 간부전 환자, 간이식 수술받고 새 생명 얻어
2015년 5월 4, 8일 가정의 달 5월 맞아 어린이와 어르신들을 위한 다양한 행사 이어져
2015년 5월 7일 단국대병원-(사)대한노인회 천안시지회와 업무협약 시행
2015년 5월 13일 삼운회 교통봉사대-전통연희단 난장앤판, 단국대병원에 공연 수익금 기부
2015년 5월 19일 아산충무병원과 업무협약 체결
2015년 5월 19 ~ 20일 천안시 동남구보건소와 함께 금연지도자 양성 교육 시행 업무제휴 협약
2015년 5월 25일 국제로타리 임원진, 희귀난치병 치료지원 사업 논의 차 방문
2015년 5월 29일 단국대병원 정필상 교수, 대통령 표창-레이저 광의료기기 분야 발전에 기여한 공로
2015년 5월 29일 중동호흡기증후군(메르스) 환자 치료에 대한 단국대병원(국가지정입원치료병상)의 공식 입장 발표
2015년 6월 1일 119 구급대원 등 응급구조사 스마트 의료지도 시범사업 기관’ 선정
2015년 6월 8일 안희정 도지사, ‘메르스 치료’ 단국대병원, 고맙고 가슴아프다
2015년 6월 8일 단국대병원, 음압격리병상 ․ 임시진료소 등 운영으로 메르스 완전 차단
2015년 6월 9일 자체적인 방역활동과 모니터링으로 메르스 확산 방지위해 노력
2015년 6월 15일 농업안전보건센터, 예산군보건소-예산능금농협과 업무협약 체결
2015년 6월 20일 황교안 총리, 취임 후 첫 주말 단국대병원 방문
2015년 6월 26일 메르스 진정 국면 앞두고 단국대병원 정상화에 만전
2015년 7월 6일 단국대병원에서 치료중인 119번 메르스 환자 완치
2015년 7월 6일 메르스 환자 치료한 파견의료진 환송
2015년 7월 14일 단국대병원 농업안전보건센터-홍성의료원 업무 협약 체결
2015년 7월 21일 활기찾은 단국대병원, 메르스 힐링음악회 개최
2015년 7월 23일 평택시여성단체협의회와 업무협약 체결
2015년 7월 25 ~ 30일 성형외과학교실, 필리핀 세부 탈리사이 진료 봉사
2015년 8월 25일 박우성 단국대병원장, 천안시의회 감사패 수상
2015년 8월 28일 지역의약품안전센터 주관, ‘약물이상반응 심포지엄’ 성료
2015년 8월 29, 9월 5일 2015 글로벌 헬스케어 기본과정 교육 실시
2015년 9월 1일 메르스 진료전담 의료진, 메르스 확산방지 공로 천안시장 표창
2015년 9월 7 ~ 9일 IRB FERCAP(아시아-서태평양 윤리위원회 연합포럼) 재 인증 조사
2015년 9월 9일 대한장연구학회-대한대장항문학회와 공동으로 ‘지역주민을 위한 대장암 건강강좌’ 성료
2015년 9월 16일 신경외과 이상구 교수, 전국수련교육자협의회장 선출
2015년 9월 16일 단국대 의과대학 응급의학교실 20주년 심포지움 및 김갑득 교수 정년기념 강연
2015년 9월 17일 대한노인회 안성시지회와 업무협약 체결
2015년 9월 21일 기관지내시경센터, 환자안전 위해 중환자실 옆으로 확장이전
2015년 9월 25일 정진엽 보건복지부장관, 명절 앞두고 응급의료기관 현장 점검
2015년 10월 1일 65세 이상 어르신, 인플루엔자 예방접종 무료 시행
2015년 10월 2일 건강한 삶은 간호사와 함께, 간호부 천사데이 봉사활동 시행
2015년 10월 3일 단국대 의과대학 홈커밍데이, 발전기금 8천1백만 원 전달
2015년 10월 20일 건강한 뼈, 건강한 삶-세계 골다공증의 날 기념 골다공증 건강강좌 개최
2015년 10월 20 ~ 22일 외과 유방갑상선클리닉, 핑크리본 캠페인 등 유방암 환우 위한 캠페인 전개
2015년 10월 24일 2015년 천안지역 당뇨병 공개강좌 및 당뇨인 걷기대회
2015년 10월 25일 2015년도 단국대병원 내과 개원의 연수강좌 성료
2015년 10월 26일 2015년도 단국대병원 재난대응 및 소방 합동훈련 시행
2015년 10월 30일 보건복지부 지정 의료기기 중개임상시험지원센터 선정
2015년 10월 31일 아름다운 가게와 사랑나눔장터 열어
2015년 10월 31일 단국대병원, 국제로타리 3개 지구와 업무협약 체결
2015년 10월 31일 ‘북한이탈주민과 함께하는 나눔한마당 체험행사’ 의료지원
2015년 11월 2일 단국대학교 개교 68주년 기념식 성료-단국대병원 '특별 공로 기관표창' 수상
2015년 11월 4 ~ 6일 전체 교직원 대상 심폐소생술 실기교육 시행
2015년 11월 11일 제45회 눈의 날 건강강좌 성료(주제: 건강한 눈, 웰빙의 시작)
2015년 11월 11일 중부권 첫 ‘체내 흡수형 심장 스텐트 삽입술’ 성공
2015년 11월 24일 포시즌 앙상블 ‘환자를 위한 힐링 음악회’ 개최
2015년 11월 25일 세계 췌장암의 날 기념 건강강좌 진행
2015년 11월 26일 제3회 단국대병원 권역외상센터 심포지움
2015년 11월 26일 소화기내과 김홍자, 최준호 교수팀, 2015년 추계 소화기연관학회 합동학술대회 최우수 구연상 수상
2015년 11월 30일 2015년도 마지막 환경의 날 시행
2015년 12월 1일 마취통증의학과 이관우 교수팀, 척추디스크의 내시경 레이저치료법 시행
2015년 12월 1일 성형외과 강동희 교수팀 논문, 국제학술지 표지논문에 등재
2015년 12월 1일 암환자 교육상담 운영을 위한 암환자교육상담 TFTeam 발족
2015년 12월 2일 단국대병원 피부과-IEC 코리아 업무협약 체결
2015년 12월 7일 고품질 영상을 제공하는 CT, iCT Elite 도입
2015년 12월 9일 변비, 과민성 장증후군 공개강좌 시행
2015년 12월 10일 제3회 신생아집중치료지역센터 심포지움 성료
2015년 12월 14 ~ 16일 전체 교직원 대상 성희롱 예방 교육 시행
2015년 12월 15일 지역별 재난의료지원 교육훈련 및 모의훈련 시행
2015년 12월 18일 신종 감염병 위기관리 교육훈련 시행
2015년 12월 23일 소아암 환아들에게 희망과 용기를... 소아암 송년환아잔치 열려
2015년 12월 31일 박우성 단국대병원장, 자랑스러운 충남인상 수상
2016년 1월 7일 급성기 뇌졸중, 수술의 예방적 항생제 사용, 만성폐쇄성폐질환 적정성 평가 등 1등급
2016년 1월 7일 단국대병원, 심평원 ‘위암 적정성 평가’ 1등급(99.77점) 획득
2016년 1월 14일 암환자 괴롭히는 만성통증, 척수강내 모르핀펌프 시술로 해결
2016년 1월 15일 제17회 Q.I(의료의 질 향상) 경진대회 성료
2016년 1월 18일 (사)한국백혈병소아암협회 충청지회-대전 CBS 환아 지원 위한 MOU 체결
2016년 1월 20일 날아다니는 응급실 ‘닥터헬기’ 날개 편다
2016년 1월 26일 단국대병원, 심평원 폐렴 적정성 평가 1등급 획득
2016년 1월 27일 날개 편 닥터헬기 ‘골든타임 지킨다’
2016년 2월 4일 단국대병원, 대한노인회 당진시지회와 업무협약 체결
2016년 2월 11일 단국대병원 닥터헬기 첫 출동-서산서 79세 외상성 뇌출혈 환자 긴급후송
2016년 3월 3일 대한적십자사와 사랑의 헌혈 캠페인 시행
2016년 3월 9 ~ 5월 25일 제10기 천안시보건소 건강대학 개강식
2016년 3월 15일 한국백혈병소아암협회 충청지회-제이드림, 힐링센터 건립을 위한 업무협약 MOU 체결
2016년 3월 17일 혈액투석실 이창숙 책임간호사, 병원투석간호사회 제15대 회장 선임
2016년 3월 18일 법무부 수원보호관찰소와 업무협약
2016년 3월 21일 유방암 자가검진 교육을 통한 암예방 캠페인
2016년 3월 21일‘유방암 적정성 평가’ 3년 연속 1등급 획득
2016년 3월 25 ~ 26일 제23회 전정기능검사워크샵
2016년 3월 29일 2016년도 제1회 권역외상센터 지역외상위원회 회의
2015년 3월 29일 항공의료팀, 충남 응급의료전용헬기(닥터헬기) 첫 컨퍼런스
2016년 3월 31일 2016년 전반기 코드핑크 훈련
2016년 4월 1일 입원환자 병문안 개선을 위한 면회 제한 시행
2016년 4월 5일 제5회 응급의료 전용헬기(닥터헬기) 탑승자 집체교육
2015년 4월 6일 보건복지부-노인의료나눔재단 주관 ‘저소득층 노인 인공관절수술비 지원 후원병원 선정
2015년 4월 6일 보건의 날 행사에서 닥터헬기, 심폐소생술 교육 홍보
2016년 4월 6일 충남 응급의료 전용헬기 전국 3,000번째 응급환자 항공 이송
2016년 4월 8일 단국대병원, 심평원-대장암 적정성 평가 1등급 획득
2016년 4월 11일 평택 주한미군부대 캠프험프리 새 사령관 일행 방문
2016년 4월 18일 신종전염병 대응 및 관리 위한 ‘메르스 백서’ 발간
2016년 4월 20일 '장애인과 함께하는 재활의학 주간' 무료 진료 시행
2016년 5월 9일 생사 갈림길 선 48명 옮겨 39명 살렸다
2016년 5월 11일 화재발생 대비, 2016년 상반기 소방교육 시행
2016년 5월 18일 단국대병원, 어린이 대상 병원 견학 프로그램 시행
2016년 5월 18일 의사직 대상 성희롱 예방 및 폭력방지교육 시행
2016년 5월 20일 단국대병원 농업안전보건센터, 청양군보건의료원-청양농협과 업무협약 체결
2016년 6월 1일 단국대병원, 레이저·광의료기기 심포지엄 개최
2016년 6월 18일 2016학년도 단국대학교의료원 교수세미나 시행
2016년 6월 30일 간호부, 제17회 임상간호연구 논문발표회' 개최
2016년 7월 1일 단국대병원 조종태 진료부원장, 이명용 기획조정실장 임명
2016년 7월 5일 의사직 제외 전 직원, 성희롱 예방 교육 시행
2016년 7월 8일 안성시 닥터헬기 출동요청자 교육 시행
2016년 7월 13일 천안 지역 내 고교생, 진로탐색을 위한 병원 방문
2016년 7월 21일 닥터헬기 환자이송 100회 달성 기념식
2016년 7월 29일 홍구현 교수(호흡기알레르기내과), 메르스 대응 유공자로 '정부표창'
2016년 8월 17일 [2016년도 소비자평가 No.1 브랜드대상] '종합병원 부문 대상' 수상
2016년 8월 22 ~ 26일 응급의학과, ‘2016 현장구급대원을 위한 전문술기과정 교육
2015년 9월 1일 권역외상센터 평가결과 최고 점수인 ‘상’등급 수여
2016년 9월 26일 전 직원 김영란법 시행에 따른 교육 시행
2016년 10월 13일 외과 핑크리본 캠페인, 메이크업유어라이프 시행
2016년 10월 21일 신삼철 행정부원장 충남지방경찰청장상 수상
2016년 11월 1일 단국대학교병원 홈페이지 전면 개편
2016년 11월 4일 인체유래물 은행 개설허가 획득
2016년 11월 6일 2016년도 단국대학교병원 내과 개원의 연수강좌
2016년 11월 8일 국민건강보험공단 대전지역본부와 함께 한 충남 태안지역 의료봉사 시행
2016년 11월 23일 천안동남소방서와 ‘2016년도 합동소방훈련’ 시행
2016년 12월 1일 직업환경의학과(보건관리대행팀) 고용노동부장관상 수상
2016년 12월 8일 간호부 안전관리위원회 주관, '도전! 안전 골든벨' 행사 개최
2016년 12월 16일 12월 16일제18회 QI(Quality Improvement)경진대회 성료
2016년 12월 16일 유관기관 복합 지역재난 대응 훈련 실시
2016년 12월 26일 간호·간병 통합서비스 시행
2017년 1월 19일 단국대학교병원 ‘사랑의 헌혈 운동’ 시행
2017년 2월 1일 충남닥터헬기 1년 간 249명 이송…도민 생명 지킴이 역할 ‘톡톡’
2017년 2월 16일 2017년도 신규 간호사 오리엔테이션 시행
2017년 2월 20일 피부과 박병철 교수, 새로운 탈모주사 기구 개발로 특허권, 상표권 2건 획득
2017년 2월 25일 '하늘을 나는 응급실 - 닥터헬기' 안성지역 첫 출동
2017년 3월 14일 단국대병원-천안시 복지재단, 취약계층 위한 의료지원협약 체결
2017년 3월 16일 수제 레몬청과 피클 만들어 입원환자와 나눔 행사
2017년 3월 21일 제10회 암예방의 날을 맞아 '암 예방의 날 캠페인' 동참
2017년 3월 22 ~ 6월 14일 단국대학교병원-천안시보건소 공동 ‘제11기 보건소 건강대학’ 운영
2017년 4월 17일 폐암 적정성평가 3회 연속 1등급
2017년 4월 17일 권역응급의료센터, ‘2016년 응급의료기관 평가결과’ 전국 1위
2017년 4월 26일 전국주한미군한국인노동조합 평택지부와 업무협약 체결
2017년 5월 12일 신삼철 행정부원장, JW중외봉사상 수상
2017년 5월 18일 대장암 치료 잘하는 병원 선정
2017년 5월 24일 ‘유방암 적정성 평가’ 4회 연속 1등급 획득
2017년 5월 31일 친절직원 가족과 함께하는 ‘패어런츠 데이(Parents day)’ 행사
2017년 6월 1일 입원환자 안전과 감염예방을 위한 병문안 출입통제 시행
2017년 6월 3일 흉부손상 환자의 지연성 대량 혈흉, 빠른 수술로 생존율 높여
2017년 6월 16일 2017년도 단국대학교 의료원 교수세미나 시행
2017년 6월 30일 간호부, 제18회 임상간호연구논문 발표회 진행
2017년 7월 11일 박우성 단국대학교의료원장, 인구의 날 국민포장 수상
2017년 7월 12일 입맛없는 환우 위해 초복맞이 보양식 제공
2017년 7월 17일‘금연치료 협력 우수기관’ 선정
2017년 7월 25일 2017년 환자안전의 날 행사 개최
2017년 7월 25일 충남 닥터헬기, 출범 1년 반 만에 400회 출동
2017년 8월 2일 제8회 소아당뇨무지개학교 행사 개최
2017년 8월 17일 레이저중개임상시험지원센터-㈜레이저옵텍, 레이저 의료기기 개발 및 임상시험 위한 업무 협약 체결
2017년 8월 22일 세종시에 단국대 세종치과병원과 단국대 세종의원 개원
2017년 8월 25일 태안군보건의료원과 「국가 5대 암 검진사업과 주민 건강증진 향상」을 위한 협약 체결
2017년 9월 8일 천안시-천안시기독교총연합회와 ‘생명나눔 장기기증’ 협약
2017년 9월 15일 제3기 상급종합병원 지정평가 현장조사 시행
2017년 9월 27일 단국대병원-청주상당라이온스클럽, 각막이식 수술사업 협약
2017년 11월 8일 하늘을 나는 응급실’ 충남 닥터헬기 500명 이송 돌파
2017년 12월 12일 관상동맥우회술 적정성 평가 대전, 충청지역에서 유일하게 ‘1등급’
2017년 12월 28일 단국대병원, 충남권 상급종합병원 '재지정
2018년 1월 22일 대한체육회 진천선수촌과 진료협약 체결
2018년 1월 25일 충남닥터헬기, 세종시와 닥터헬기 이용에 관한 업무협약 체결
2018년 2월 5일 동아일보 주관, 갑상샘암 분야 베스트닥터로 [단국대학교병원 정필상 교수] 선정
2018년 2월 12일 사전연명의료의향서 등록기관으로 지정
2018년 2월 14일 환자안전을 위한 화재예방 소방훈련 시행
2018년 2월 23일 삼성SDI, 단국대병원에 헌혈증 기증
2018년 3월 14일 故김영숙 씨, 암환자 치료를 위해 단국대병원에 1억 원 기부
2018년 3월 21일 제10회 암예방의 날을 맞아 '암 예방의 날 캠페인' 동참
2018년 3월 21 ~ 6월 20일 단국대학교병원-천안시보건소 공동 ‘제12기 보건소 건강대학’ 운영
2018년 3월 28일 천안축산농협-(사)나눔축산운동본부, (사)한국백혈병소아암협회에 후원금으로 5천만원 전달
2018년 4월 20일 의료분쟁조정 복지부장관 표창
2018년 5월 10일 SMS(정보보호관리체계) 인증 획득
2018년 5월 21일 단국대병원(레이저중개임상시험센터)-호서대학교(안전성평가센터, 빅데이터경영공학부) 업무협약 체결
2018년 5월 31일 권역외상센터, 대동맥 차단소생술(REBOA) 교육 개최
2018년 5월 31일 급성기뇌졸중 1등급(최우수 기관) 병원 선정
2018년 6월 7일 2018년도 환자안전의 날 행사
2018년 6월 21일 단국대병원, 천안시에 ‘장기기증 서약서’ 전달
2018년 6월 26일 암 환자 식단전시회 개최
2018년 7월 1일 4대 암(위암, 대장암, 유방암, 폐암) 잘 치료하는 병원 1등급 선정
2018년 7월 2일 중증환자의 골든아워 지키는 충남 닥터헬기 700명 이송
2018년 7월 5일 충남·세종지구JC와 진료 및 건강증진을 위한 업무협약 체결
2018년 7월 20일 한국베크만광의료기기연구센터, ‘2018년도 해외우수연구기관 유치사업자 선정’으로 법인화
2018년 7월 25일 단국대학교, 육아부담 덜어줄 ‘직장어린이집’ 개원
2018년 7월 30일 단국대-와이어젠, ‘신경도관 제조방법 및 장치’ 기술이전 협약 체결
2018년 8월 9일 헌혈로 생명나눔 사랑실천 운동에 동참
2018년 8월 14일 신삼철 행정부원장, 보건복지부장관 표창 수상
2018년 8월 22일 중환자실 적정성평가 ‘1등급
2018년 9월 20일 이석범 단국대병원 교수(충남광역치매센터장), 국무총리 표창 수상
2018년 10월 1일 약제급여 적정성평가(급성 상기도감염 항생제 및 주사제 처방률) 1등급 획득]
2018년 10월 3일 충남 닥터헬기, 환자 이송 800명 돌파
2018년 10월 17일 소화기센터 내시경검사실, 3회 연속 우수 내시경실 인증 획득
2018년 10월 22일 북한이탈주민 의료지원을 위한 협약체결
2018년 11월 8일 심장수술(개심술) 중부지역 첫 1,500례 돌파
2018년 12월 21일 제20회 Q.I(Quality Improvement) 경진대회
2018년 12월 31일 의료의 질 향상과 환자안전을 위한 중부지역 첫 ‘3주기 의료기관인증’ 획득
2019년 1월 10일 충남권역응급의료센터 재지정
2019년 1월 25일 단국대병원 권역응급의료센터, ‘2018 응급의료센터 평가’에서 우수 등급 획득
2019년 1월 31일 '2019년 응급실 기반 자살시도자 사후관리 사업’ 수행기관 선정
2019년 2월 2일 충남 닥터헬기 900명의 환자 이송하며 ‘하늘을 나는 응급실’ 역할 톡톡
2019년 2월 7일 고용노동부 주관 직업환경의학 분야 전문기관 평가, 단국대병원, 전국 유일 '최고 등급' 획득
2019년 2월 26일 충청남도 감염병관리지원단 출범
2019년 3월 6일 심평원 대전지원과 지역상생 발전을 위한 업무협약(MOU) 체결
2019년 3월 13일 평택 미군환자 대상 ‘다수사상자 발생 시 후송훈련(Dragon Lift 2019)’ 시행
2019년 3월 20 ~ 6월 12일 단국대학교병원-천안시보건소 공동 ‘제13기 보건소 건강대학’ 운영
2019년 3월 23일 제26회 전정기능검사 연수회 시행
2019년 3월 27일 '폐렴 적정성 평가'에서 3년 연속 1등급 획득
2019년 4월 5일 서중배 단국대병원 진료부원장, 대전지방검찰청 검사장 표창
2019년 4월 11일 단국대학교병원 암센터 착공
2019년 4월 23일 2019년 코드핑크(아동 실종·유괴대비) 훈련 시행
2019년 4월 30일 경찰대학과 교류협력 증진 위한 업무협약 체결
2019년 5월 17일 충남 닥터헬기 환자 이송 1000회 돌파
2019년 5월 27일 화재발생 대비, 2019년 상반기 소방교육 시행
2019년 5월 27일 2019년도 단국대학교병원 개원의 연수강좌
2019년 5월 27일 ‘유방암-위암 적정성 평가결과’ 1등급 획득
2019년 6월 5일 수술의 예방적 항생제 사용 평가 1등급 획득
2019년 6월 7일 충남 닥터헬기 항공이송 1000회 달성 기념식
2019년 6월 19일 2019년도 환자안전의 날 개최
2019년 7월 8일 ㈜젠바디-단국대학교 I-다산LINK+사업단과 의료기기 개발 및 임상시험을 위한 업무협약 체결
2019년 8월 21일 관상동맥우회술 적정성 평가 1등급
2019년 8월 22일 유행성 감염병 발생 대응훈련
2019년 9월 4일 감정노동 힐링 365 캠페인
2019년 9월 19일 권역외상센터 ET-REBOA 교육팀, 대만에 의료기술 전수
2019년 9월 20일 천안동남소방서, 천안의료원과 업무협약
2019년 9월 23 ~ 25일 IRB FERCAP 재인증 조사
2019년 9월 24일 국제진료센터 리모델링 및 확장이전
2019년 9월 26일 권역외상센터, 충남 소방구급대 외상 워크샵
2019년 9월 30일 NGS 유전체 패널검사 실시기관 승인 및 임상검사실 개소식
2019년 10월 20일 중국 문등구 인민정부 감사장 및 휘장 전달
2019년 10월 23일 외과(유방암학회) 핑크리본 캠페인
2019년 10월 28일 내원객 정서적 안정과 휴양을 위한 산책로 개통
2019년 10월 재활의학과 현정근 교수팀, 다기능 인공신경도관 개발
2019년 11월 1일 최신 MRI (Ingenia Elition 3.0T) 도입
2019년 11월 6일 제11회 충남 고등학생 심폐소생팀 경연대회
2019년 11월 15일 간호간병 통합서비스병동 확대 운영(45W)
2019년 11월 25일 첫방문 환자 안내서비스 시행
2020년 1월 27일 ‘코로나19’ 예방 위해 병문안 전면 통제
2020년 2월 29일 국민안심병원’ 지정
2020년 3월 1일 입원부터 퇴원까지 전문의가 전반적으로 진료츨 책임지는 '입원전담전문의' 병동 운영
2020년 3월 6일 천안시 코로나19 환자 중 첫 완치자 퇴원
2020년 3월 24일 ‘착한 임대인 운동’ 동참
2020년 4월 17일 간호·간병 통합서비스병동 160병상으로 확대 운영
2020년 4월 21일 보건복지부 건강검진기관 평가 결과, 충남 유일 전 항목 '우수' 등급 획득
2020년 5월 8일 미군 65 의무여단, 우리 병원에 감사패 전달
2020년 5월 8일 단국대병원 산책로 공모전 시상식
2020년 5월 26일 건강증진센터, 지역 내 어르신 위해 성인용보행기(실버카) 기증
2020년 6월 9일 코로나19 혈액수급난 극복 위해 교직원 단체헌혈
2020년 6월 11일 ‘대장암, 폐암 적정성 평가’ 1등급 획득
2020년 6월 18일 오산 미공군부대병원 의료진 본원 방문
2020년 6월 18일 '의학레이저연구센터', 교육부 ‘대학중점연구소지원사업’ 선정
2020년 6월 25일 ‘급성기뇌졸중 적정성 평가’ 1등급 획득
2020년 7월 1일 병동간호사 복장 변경
2020년 7월 2일 병원 직원 대상, 청각장애환자들을 위한 수어교육 시행
2020년 7월 6일 NGS 임상검사실 1차 세미나 시행
2020년 7월 6일 이비인후과 전공의(김효연, 송민석), 대한이비인후과학회 사진 콘테스트 ‘대상’ 수상
2020년 7월 10일 현대자동차 대전·충남지역본부, 코로나19 극복을 위한 후원물품 전달
2020년 7월 16일 초복맞이 교직원 대상 특식이벤트 시행
2020년 7월 21일 3주기 의료기관인증 [중간현장조사] 대비 직원교육 시행
2020년 7월 21일 암센터 개원 대비 암환자간호 중급실무과정 실시
2020년 8월 1일 3주기 정신의료기관평가 서면평가 결과‘인증’ 획득
2020년 8월 11일 단국대의료원 환경보건센터, 제1회 어린이 그림·글짓기 대회' 시상식
2020년 8월 14 ~ 27일 단국대 설립자 ‘범정 장형 선생’의 독립운동 발자취를 찾아서 전시회 개최
2020년 8월 25일 유원상·우승훈 교수팀-바늘 없는 레이저 채혈기 효과에 관한 임상연구 발표
2020년 8월 26일 2020년도 상반기 교직원 정년퇴임식 개최
2020년 8월 31일 유원상 교수, 대한갑상선학회 우수논문상 수상
2020년 9월 11일 교직원 단체 헌혈
2020년 9월 15일 뇌졸중 집중치료실(Stroke unit) 운영
2020년 9월 15일 성형외과 임남규 교수, 대한성형외과학회 기초재건학회 '우수연구상' 수상
2020년 10월 1일 가족간 유전자 분석을 통한 맞춤형 정밀치료, NGS 가족검사 시행
2020년 10월 5일 키오스크 문진등록 시스템 도입
2020년 10월 7일 피부과 박병철 교수팀 , 유전체 분석 기반 탈모 예측 기술 특허 취득
2020년 10월 14일 단국대병원, ‘범부처 전주기 의료기기 연구개발사업’ 선정
2020년 10월 15일 ‘2020 글로벌 헬스케어’에서 국무총리 표창 수상
2020년 10월 30일 이비인후과 이민영 교수팀 - 난청 치료를 위한 줄기세포 및 광바이오 자극을 이용한 접근법 발표
2020년 10월 30일 충남응급의료지원센터, ‘2020년 충청남도 응급의료 발전을 위한 워크숍’ 성료
2020년 11월 1일 안과 조경진 교수팀, 대한안과학회 학술대회 세광학술상 은상 수상
2020년 11월 9일 심장질환자 재택의료 시범사업 선정
2020년 11월 11일 충남 119구급대원 외상 워크샵 개최
2020년 11월 17일 대한적십자사 감사패 수상
2020년 11월 18일 의료기술상용화지원센터(혁신의료기기 실증지원센터) 선정
2020년 11월 사우디아라비아 의사 외상 연수교육 실시
2020년 12월 10일 한국병원홍보협회 2020년도 뉴스레터 대상 수상
2020년 12월 16일 천안시와 ‘아동학대 대응 및 피해아동 보호 업무협약’ 체결
2020년 12월 29일 김재일 단국대병원장, 코로나19 방역 유공자 표창
2021년 1월 7일 응급의학과 오성범 교수, 스마트의료지도 보건복지부장관상 수상
2021년 1월 15일 대한적십자사 대전세종충남혈액원과 ‘사회공헌 협약’ 체결
2021년 1월 26일 단국대병원 진료협력센터 확장 이전
2021년 2월 2일 김재일 단국대병원장, ‘스테이 스트롱’ 캠페인 동참
2021년 2월 16일 최한주 충남권역응급의료센터장, '제48회 보건의 날 기념’ 보건복지부장관상 수상
2021년 2월 18일 단국어린이집 1회 졸업식 시행
2021년 3월 1일 주 3회 야간 소아응급진료 시행
2021년 3월 1일 ‘고위험 산모·신생아 통합치료센터’ 선정
2021년 3월 4일 박우성 암센터추진위원장, 충청남도 지역경제외교전략위원회 위원장 선임
2021년 3월 9일 한국공공조직은행과 뇌사자 조직기증 시 원스톱 채취 협약 체결
2021년 3월 9일 국내 외상 전문의들, ‘외상 및 출혈관리’에 대한 책 번역·출간 - ‘Top Stent`
2021년 3월 9 ~ 11일 3주기 의료기관인증 후 3년차 자체조사 시행
2021년 3월 11일 코로나19 백신 아스트라제네카 예방접종 시행
2021년 3월 11일 ‘첨단재생의료실시기관’ 지정
2021년 3월 18일 충남 닥터헬기, 환자 이송 1,400회 달성
2021년 4월 7일 단국대병원, 보건의 날 맞아 도지사 기관 표창
2021년 4월 22 ~ 23일 의료의 질 향상과 환자안전을 위한 ‘3주기 의료기관인증 중간현장조사’ 성료
2021년 4월 26일 충남도립대 설립을 위해 충남도-단국대병원-지역 내 의료기관 MOU 체결
2021년 5월 11일 정신건강의학과 김경민 교수, 천안교육지원청 위(Wee)센터 ‘마음건강 자문의’ 위촉 수상
2021년 5월 13일 유방암, 위암 적정성 평가’ 1등급 획득
2021년 5월 21일 ‘정신건강 입원영역’ 적정성 평가 1등급

### 협력병원
- 충남 백제병원
- 충남 청양군보건의료원

### 모자병원
- 충남 공주의료원

## 진료 과목
소화기내과, 심장혈관내과, 호흡기-알레르기내과, 신장내과, 혈액종양내과, 감염내과, 내과, 소아청소년과, 외과, 정신과, 신경과, 피부과, 신경외과, 흉부외과, 성형외과, 이비인후과, 비뇨기과, 가정의학과, 구강악안면외과, 마취통증의학과, 방사선종양학과, 내분비대사내과, 류마티스내과, 산부인과, 정형외과, 안과, 재활의학과, 핵의학과, 병리과, 진단검사의학과, 응급의학과, 산업의학과, 영상의학과, 의공학과, 암센터

## 전문클리닉
대상증후군, 폐암클리닉, 골다공증, 금연, 남성의학, 뇌졸중, 다한증, 담도내시경, 당뇨병, 반흔성형술, 족부, 부정맥, 비만, 스포츠손상, 시력교정술, 천연두반흔의 레이저성형, 두부외상, 연하곤란, 어질병

## 권역응급의료센터
순천향대학교 부속 천안병원과 함께 충남천안권역응급의료센터로 지정되어 경기도 평택시, 안성시, 충청남도 천안시, 당진시, 서산시, 아산시, 예산군, 태안군, 홍성군을 관할한다.

## 항공장비
유아이헬리제트로부터 임차한 AW109 1대 (HL9615)를 2015년에 도입하여 2016년부터 닥터헬기로 운영하고 있다.

## 같이 보기
- 단국대학교 치과대학 부속치과병원
- DKU 생명과학기술연구원
- DKU 의학레이저센터
- 단국대학교